# Maurice Breton
Pour l’article homonyme, voir Breton (homonymie).
Maurice Breton (15 août 1909-3 juin 2001) est un avocat et homme politique fédéral du Québec.

## Biographie
Né à Joliette dans la région de Lanaudière, M. Breton devient député du Parti libéral du Canada dans la circonscription fédérale de Joliette—L'Assomption—Montcalm lors de l'élection partielle déclenchée après la démission de Georges-Émile Lapalme en 1950. Réélu en 1953 et en 1957, il est défait en 1958 par le progressiste-conservateur Louis-Joseph Pigeon.